# Bang Bang Bang (Bad Boys Blue)
Bang Bang Bang è l'undicesimo album in studio del gruppo musicale tedesco Bad Boys Blue, pubblicato nel 1996.

## Tracce
1. Hold You in My Arms – 3:53
2. Bang! Bang! Bang! – 3:18
3. Anywhere – 3:34
4. Keep It in Your Soul – 3:48
5. Fly Away – 3:56
6. U'n'I – 3:58
7. Hold Me Now – 3:41
8. Little Girl – 3:57
9. Anyway Forever – 3:33
10. When I See You Smile – 3:21
11. Hold You in My Arms (Extended Version) – 5:26
12. Little Girl (Extended Version) – 5:11
13. Don't Be So Shy (bonus track) – 3:25
14. Family Beat (bonus track) – 3:55

## Formazione
- John McInerney
- Mo Russel
- Andrew Thomas